# 이우주 (2009년생 배우)
이우주(2009년 2월 20일 ~ )은 대한민국의 배우이다.

## 학력
- 수원매화초등학교
- 동수원중학교

## 연기 활동

### 드라마
- 2010년 MBC 일일연속극 《살맛 납니다》... 장유건 역
- 2012년 MBC 아침드라마 《천사의 선택》 ... 최은설의 상상속 아들 역
- 2012년 JTBC 주말드라마 《인수대비》 ... 어린 제안대군(원자 이 현) 역
- 2013년 tvN 목요드라마 《막돼먹은 영애씨 12》 ... 현오 역
- 2013년 KBS2 수목드라마 《비밀》 ... 정수경 아들 역
- 2014년 KBS1 대하드라마 《정도전》 ... 5살 이방번 역
- 2014년 SBS 주말드라마 《열애》 ... 한은수 역
- 2014년 tvN 목요드라마 《막돼먹은 영애씨 13》 ... 현오 역
- 2014년 KBS2 월화드라마 《힐러》 ... 5살 김문호 역
- 2015년 어린이 웹드라마 《팟타이》 ... 이우주 역
- 2015년 tvN 월화드라마 《막돼먹은 영애씨 14》 ... 현오 역
- 2016년 MBC 일일드라마 《좋은사람》 ... 우영 역
- 2016년 tvN 월화드라마 《막돼먹은 영애씨 15》 ... 현오 역
- 2017년 KBS2 월화드라마 《저글러스》 ... 어린 남치원 역
- 2018년 OCN 토일드라마 《작은신의아이들》 ... VIP 소년 역
- 2018년 SBS 월화드라마 《복수가 돌아왔다》 ... 어린 강인호 역
- 2019년 OCN 수목드라마 《달리는 조사관》 ... 김세웅 역
- 2020년 tvN 수목드라마 《오 마이 베이비》 ... 어린 윤재영 역
- 2021년 tvN 토일드라마 《불가살》 ... 묶인소년 역
- 2022년 TVING  tvN 월화드라마 《내과 박원장》 ... 친구 역
- 2022년 SBS 금토드라마 《오늘의 웹툰》 ... 학생 역
- 2022년 tvN 수목드라마 《조선 정신과 의사 유세풍》 ... 휘영 역
- 2023년 넷플릭스 드라마 《이두나》 ... 어린 원준 역

### 영화
- 2013년 《무명인》 ... 김효진 아들 역
- 2015년 《미쓰 와이프》 ... 현서 역
- 2016년 《나를 잊지 말아요》 ... 앞집아이 역
- 2018년 《신과함께: 인과 연》 ... 여진족 아이들역
- 2018년 《식물인간》 ... 수현 역
- 2019년 《나랏말싸미》 ...  단종 역

### 연극
- 2018년 2월 6일 ~ 3월 4일 예술의 전당 CJ토월극장 《리차드3세》 ... 요크왕자 역

### 방송
- 《연쇄쇼핑가족》 (JTBC, 2015년) - 연우 역
- 《범인은 바로 너!》 (넷플릭스, 2021년)

### 패션쇼
- 2019 S/S 헤라서울패션위크 패션쇼 BNB12 컬렉션

### 광고
- 23 메가스터디 '엠베스트' TV CF
- 22 천재교육 '밀크T' TV CF
- 22 신한금융지주40년사 CF
- 19 엡손 브랜드 캠페인 CF -교육편-
- 18 복지재단 '굿윌스토어' 캠페인 CF
- 18 해양수산부 등대 홍보CF
- 16 토이트론 ‘터닝메카드’ 픽처북 완구 CF
- 16 식품의약품안전처 ‘수입수산물 안전’ 공익광고
- 16 웅진북클럽스터디 CF
- 16 영실업 ‘파워베틀 와치카’ 자동차 완구 Cf
- 15 '담양 죽녹원 축제’ CF
- 15 '해양수산부' 홍보 CF
- 15 '네이버'CF TVCast 콘테스트 리암패러디 광고
- 14 쉐보레 '2015년올란도' 자동차 바이럴CF
- 14 인터파크 투어 '체크인나우 앱' CF
- 13 아시안 '인천 녹청자 박물관‘홍보 영상
- 13 '전라남도 도청' TV 홍보 영상
- 13 갤럭시 S4 LTE-A CF -유튜브용-
- 13 아이북랜드 지면 CF
- 12 풀무원 TV CF -바른먹거리-
- 11 한솔 new한글나라 CF -인터넷용-
- 09 하기스 물티슈 TV CF/지면